# Неёлов, Пётр Иванович
Пётр Иванович Неёлов (Неелов) — русский архитектор XVIII века, представитель классицизма. Основная часть его архитектурной деятельности имела место в Киеве.

## Архитектурная деятельность

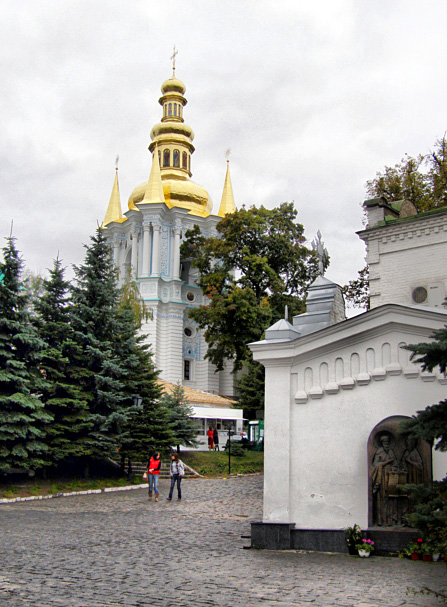
Колокольня на Дальних пещерах

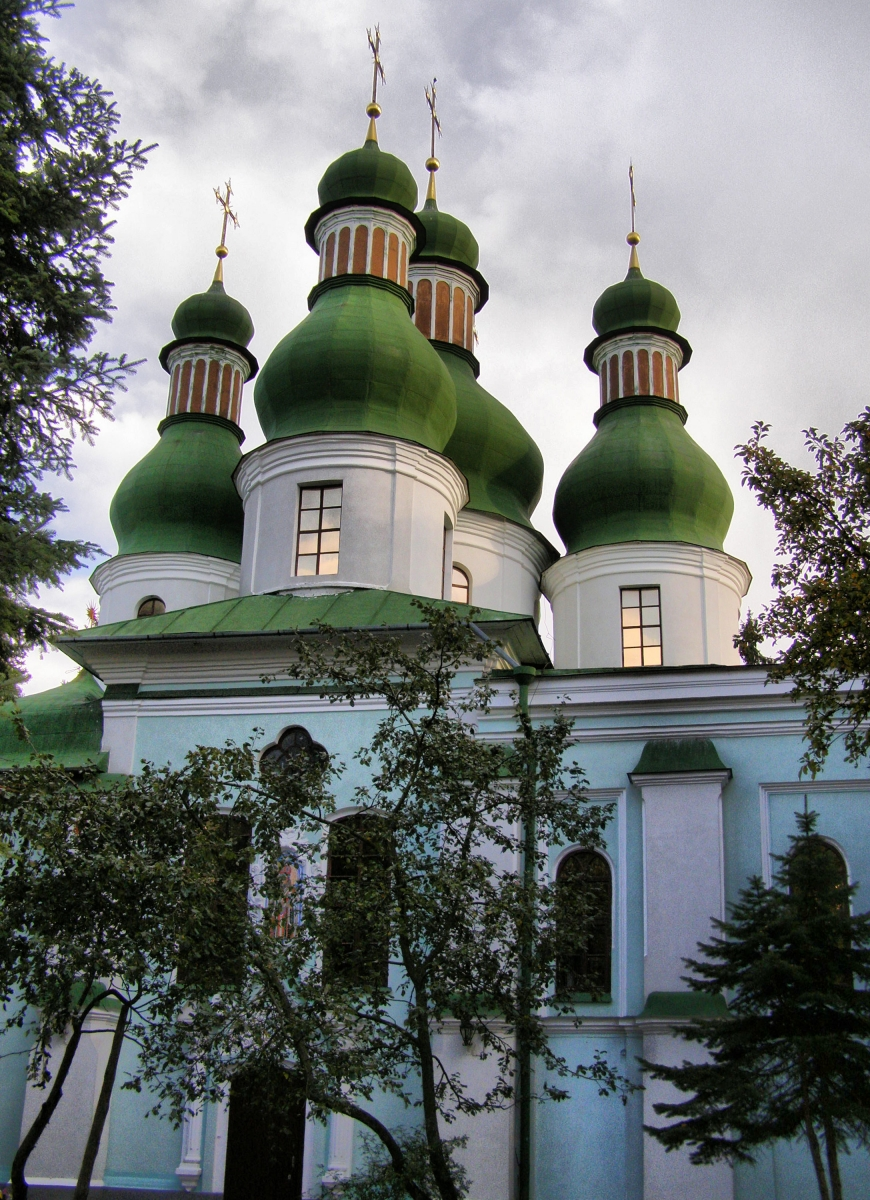
Троицкая церковь

В 1749-1753 годах участвовал в строительстве Андреевской церкви, в 1750-1755 — Мариинского дворца. С 1753 года осуществлял надзор за работами по возведению Кловского дворца, строительство которого завершил Степан Ковнир.
По его проектам в Малороссии построены:
- Колокольня на Дальних пещерах Киево-Печерской лавры (1752-1761);
- Троицкая церковь Китаевской пустыни (1763-1767)[3].

Творчество Петра Неёлова было близко к архитектурной школе Ивана Мичурина и Андрея Квасова с признаками стиля барокко.